# アイスクリーム

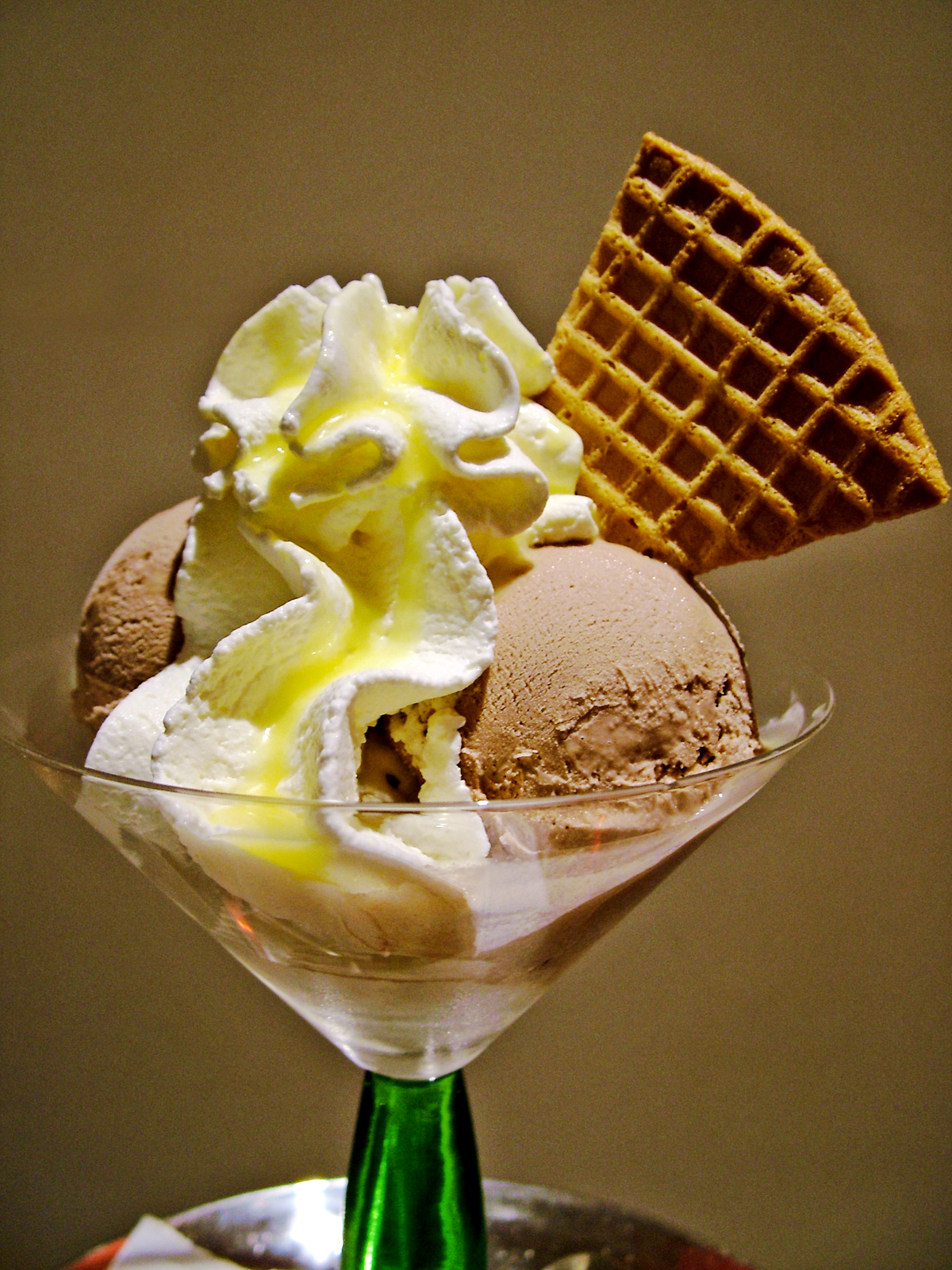
アイスクリーム　カクテルグラスに盛られ、ホイップクリームとウエハースを添えて

アイスクリーム（英: ice cream）は、牛乳などを原料にして、冷やしながら空気を含むように攪拌してクリーム状とし、これを凍らせた菓子である。そのうち、柔らかいものは「ソフトクリーム」と呼ばれる。また、アイスクリームはアイスとも言う。
後述する通り、国によっては「アイスクリーム」製品の規格を規定する場合がある。例えば日本では乳固形分及び乳脂肪分が最も高いアイスクリームと、アイスミルク、ラクトアイスの3種類を合わせて広義に「アイスクリーム類」と称す。乳成分をほとんど含まず、クリーム状でない氷菓（ひょうか）もアイスクリームに括られることも多い。

## 歴史
古来より乳製品を天然の氷や雪で冷やして飲む習慣があったと見られている。
中国大陸の殷や古代エジプトにはシャーベットのような冷菓が存在したとされ、
ユリウス・カエサルやアレクサンドロス3世（大王）が乳や蜜に氷や雪を加えて飲んだり、
マルコ・ポーロがイタリアに伝えたとする説もあるらしい。

### 起源
16世紀ヨーロッパのルネサンス期錬金術最盛期に、現在知られているアイスクリーム製法が見いだされた。
硝石の溶解熱（吸熱反応）による冷温を、パドヴァ大学の教授だったマルク・アントニウス・ジマラが発見した。
さらに、氷と硝石を混合するとマイナス25℃まで温度が下がる寒剤を、ベルナルド・ブオンタレンティ（Bernardo Buontalenti, 1536年 - 1608年）が発見し、人工的な氷結が可能となった。
そして硝石は再結晶による回収が容易なので、この操作は繰り返し行うことができた。
現在のアイスクリームの原型は16世紀中頃、フィレンツェでブオンタレンティがメディチ家のために創作したセミフレッドのズコットとされている。フランスのオルレアン侯アンリ（後のアンリ2世）に嫁いだメディチ家の カテリーナ・デ・メディチ（Caterina de' Medici, 仏名：カトリーヌ・ド・メディシス（Catherine de Médicis）、1519年 - 1589年）が、菓子職人とともにフランスに持ち込んだとも言われる。しかし、米国ニューヨーク大学のローラ・ワイスは、この話には根拠がないと述べている。
1686年、シチリア出身のフランチェスコ・プロコピオ・ディ・コルテッリ（仏名フランソワ・プロコープ）がパリでカフェ「ル・プロコープ」を開店し、1720年、シチリアの氷菓グラニータをアレンジしたグラス・ア・ラ・シャンティ（glace à la chantilly）を売り出した。これはホイップクリームを凍らせた氷菓であり、アイスクリームの商業的成功の最初の例と見なされている。
イギリスには1624年、カトリーヌの孫アンリエット・マリーがチャールズ1世（1625年 - 1649年）の元に嫁いだ時にジェラート（アイスクリーム）職人を伴い伝わったと言われる。チャールズ1世の宴会でフランスの料理人ド・ミレオによって作られ、大いに賞揚されたという。チャールズ1世は、アイスクリームの製法を秘密にし、王にだけアイスクリームを提供する見返りに、アイスクリーム職人に一生年金を与えたという伝説がある。しかし、この逸話は19世紀以前の文献には現れず、アイスクリーム売りによる創作とされている。なお、この時代になってもアイスクリームはまだ乳製品をほとんど使用しておらず、代わりにメレンゲを使用したシャーベットに近いものであった。

### 世界での普及
初期のアイスクリームは、冷たいボウルの中で手を使い造られたため、製造は大変に困難であった。これを改良する発明は主に18世紀に移民によってアイスクリームが伝わったアメリカ合衆国でなされた。1846年、アメリカのナンシー・ジョンソンという主婦によって手回しのクランク式の攪拌機が発明された。1851年にはメリーランド州ボルチモア市の牛乳屋ヤコブ・フッセルが、余った生クリームを処理するために世界初のアイスクリーム製造工場を造った。これ以降、アイスクリームは量産品と、生洋菓子にはっきり分かれるようになる。1867年にドイツで製氷機が発明されると、冷凍技術と酪農の発達に伴い、アイスクリームの工場生産時代が到来した。
サンデー（Sundae）は1881年にウィスコンシン州のエド・バーナー（Ed Berners）によって発明された。バーナーは日曜日に5セントでデザートを提供していたため、この名がついた。
禁酒法時代（1920年 - 1933年）のアメリカでは、バーに代わって人々の社交の場となったソーダ・ファウンテンで提供されたことから、アイスクリームは急速な普及を見せた。ビール販売を行えなくなった大手ブルワリーでもアイスクリームの製造が始まった。1916年から1925年までに、アメリカの人口はおよそ15%増加した一方、アイスクリームの消費量は55%も増加した。健康食品としての宣伝も行われた。アイ・スクリーム・バー（I-Scream Bars, 後のエスキモー・パイ）、グッドユーモア・バー、ポプシクルなど、様々な棒付きアイスクリームやアイスキャンディが考案され、普及したのもこの時代であった。1933年に禁酒法が廃止されると、バーが再開されたことでアイスクリームの人気も多少落ち着いたが、以後も国民的な嗜好品の地位を保った。第二次世界大戦中のアメリカ軍でも将兵の士気を向上させるべく大量に供給され、アイスクリームの製造と運搬を専門に行うアイスクリーム・バージも調達された。
2015年夏の1か月間、イタリア国内の数百店舗では、貧困家庭の子ども等にアイスを無償提供するプロジェクト「保留アイス」が実施された。趣旨に賛同した購入客が2つ分の料金を支払うことで成立する仕組みで、SalvamammeというNGOが考案した。同国ナポリ発祥とされる「カフェ・ソスペーゾ（他人のコーヒー先払い）」に倣ったもの。
アイスクリームの国別消費量は、統計主体や手法によって差はあるが、ユーロモニター社の調査によれば1人あたりの年間消費量はオーストラリアの19.3リットルが最多である。

### 日本での普及
日本人で初めてアイスクリームを食べたのは幕末の1860年（万延元年）、咸臨丸で渡米した遣米使節団であるとされている。
日本初のアイスクリームは1869年（明治2年）、遣米使節団のメンバーであった町田房蔵がアメリカへの渡航歴のある出島松蔵から製法を教わり、横浜の馬車道通りに開いた「氷水屋」で製造・販売した「あいすくりん」である。原料は生乳、砂糖、卵黄と至ってシンプルなもので、現在の「カスタードアイス」にあたる。しかし、1人前の値段が2分（現在の価値で約8000円）と大変高価であったため、民衆に敬遠されてなかなか浸透しなかった。『横浜沿革誌』によると、1869年（明治2年）は大赤字となり一時休業したが、翌1870年（明治3年）4月の横浜総鎮守伊勢山皇大神宮創建の祭に際して再開し、祭礼の賑わいと初夏の日差しにより「頗る繁盛を極め、因て前年の失敗を快復」したとある。「アイスクリームの日」である5月9日が日本で初めてアイスクリームを製造・販売した日と一般的に言われ社団法人日本アイスクリーム協会が1965年（昭和40年）に制定しているが、『横浜沿革誌』にはそのような記述はない。出島松蔵は明治天皇に「あいすくりん」を献上した。このアイスは富士山麓の氷穴および函館（北海道）の天然氷を用いて製造したと出島本人が書き残している。後に1899年（明治32年）7月、東京銀座の資生堂でも売り出され、人気メニューとなった。
1920年（大正9年）に東京・深川で冨士食料品工業（後の冨士森永乳業）が工場を創業し、アイスクリームの工業生産をスタートさせる。
1951年7月に日世が明治神宮外苑で開催された進駐軍主催のカーニバルに出店した模擬店にて日本で初めてコーンスタイルでソフトクリームを販売、以降、百貨店などにソフトクリームの売店が続々と開設される。
1953年、本格的なカップアイス「雪印アイスクリーム」（雪印乳業）が発売開始。同年、日世がアイスクリーム・コーンの日本国内製造を開始。日本国内ではソフトクリームブームが巻き起こる。
1955年、協同乳業がデンマークから製造機器を輸入し、アイスクリームバーの大量生産を開始する。1本10本の価格で人気を博す。
1957年、モナカアイスが発売されるようになり、ブームとなる。
1964年、東京アイスクリーム協会（現・日本アイスクリーム協会）が、5月9日を「アイスクリームの日」と制定する。
昭和30年代は、ホームランバー（協同乳業）やグリココーン（後のジャイアントコーン）（江崎グリコ)といったような2020年代でも現役の商品や、その原型となった商品が次々に誕生した。日本の各家庭に冷凍庫付きの冷蔵庫が普及したことも消費の後押しとなった。
日本のアイスクリーム販売金額は、1966年時点で510億円。この数字は一直線に増加し、1994年には4296億円となる。なお、1994年はスーパーカップ（明治乳業）が発売された年でもある。
その後、冷夏によって消費が落ち込む年もあったが、2016年には4939億円と販売金額の増加を続き、2005年から2015年の間には日本国内にアイスクリーム工場が約10か所新設されるといった食品業界の花形産業と化していく。
日本でのアイスクリームの2006年（平成18年）度の国産品および輸入品の国内販売額は3558億円とされている（日本アイスクリーム協会集計）。内訳は森永乳業12.5%、江崎グリコ約12.0%、 ハーゲンダッツジャパン11.8%、明治乳業10.5%、 ロッテ9.8%、その他（カネボウ(現クラシエ)、赤城乳業、オハヨー乳業、センタン等といったメーカー）43.4%（日本経済新聞社推計）。
同協会が集計するアイスクリーム類・氷菓のメーカー出荷額は、2020年度に前年度比0.9％増の5197億円と過去最多を更新した。新型コロナウイルス感染症の流行下で、家庭で飲食する内食、巣ごもり消費が影響したものとみられる。

## 原材料
アイスクリームの原材料としては、乳製品、糖分、油脂、安定剤、乳化剤、香料が使用される。

### 乳製品
乳製品は大きく分けて、乳脂肪源となるもの、無脂乳固形分と呼ばれる脂肪以外の乳固形分源となるもの、両方を含むものに分類される。乳脂肪源となるものとしては生クリームや無塩バターがある。無塩バターの方が安価であるが、発酵臭が欠点となりうる。脂肪以外の乳固形分源となるものとしては脱脂粉乳や脱脂練乳がある。これらも特有の臭いが欠点となりうる。両方を含むものとしては乳や濃縮乳、全脂粉乳や全脂練乳がある。また、脂肪分操作のために、脱脂粉乳を造る際に分離した乳脂肪を添加する場合もある。通常、「乳」は牛乳を意味するが、まれにヤギや羊の乳のものもあるので一概に牛乳と解釈するのは誤解といえる。
乳脂肪分と無脂乳固形分の量比はそれぞれ出来上がったアイスクリームの性質に大きな影響を及ぼす。乳脂肪分が多いと舌触りが滑らかになるが、多過ぎると空気を含みにくくなるので硬くなる。無脂乳固形分は乳タンパク質や乳糖、ミネラルなどからなる。味にコクを与え、空気を含みやすくするが、多過ぎると乳糖が結晶化してザラザラした食感になってしまう。

### 糖分
アイスクリームに甘味を与えるために糖分を添加する。アイスクリームは冷えた状態で味わうため甘味を感じにくくなる。そこでアイスクリームミックスに対してショ糖なら15%前後とかなりの高い割合で添加する。ショ糖以外にブドウ糖や異性化糖、水飴などが使用される。それぞれの甘味や物性によりアイスクリームの風味が変化する。例えばブドウ糖は清涼感をもたらす効果がある。水飴以外の糖は凝固点降下により、アイスクリームミックスを凍結しにくくする。これはミルクの味わいを強くする効果があるが、アイスクリームが融けやすくなるので加減が重要である。

### 油脂
アイスミルクやラクトアイスに脂肪分を補う目的で使用される。また、原料コストの低減や健康を意識した観点の商品では、植物性油脂が使用されるがアイスクリームは乳脂肪以外の使用禁止である。これは乳脂肪分と同じように室温付近で固体となり、体温程度の温度では液体となる性質の油脂が使用される。また、油脂自身が特有の臭いを持っていないことが必要である。この条件に適う植物油はヤシ硬化油やパーム油、綿実油などである。ポリフェノールで水分と油脂の分離を防ぐ技術を使って常温でも形が崩れにくいアイスクリームも開発されている。

### 添加物
安定剤
乳固形分の乳タンパク質には凍結時にアイスクリームをゲル化させ、空気を保持して氷の結晶を細かく保つ働きがある。しかし、乳固形分の少ないアイスミルクやラクトアイスではその働きが期待できない。また、アイスクリームの輸送や貯蔵などの途中で温度が変動すると一部の氷の結晶が融解して再凍結することで氷の結晶が成長していき、硬い食感になってしまう（ヒートショック）。これを防ぐために安定剤が使用される。昔はデンプンやゼラチンが使用されていたが、現在はペクチン、アルギン酸ナトリウム、アラビアガムなども使用される。ハーゲンダッツは、原則不使用なので取り扱いには注意を要する。
乳化剤
乳固形分にはある程度乳化剤としての効果があるため、その量の多いアイスクリームでは特に乳化剤を添加しなくとも均一なアイスクリームを作ることができる。しかし、乳固形分の少ないアイスミルクやラクトアイスでは不十分なため乳化剤を添加する必要がある。
しかし、アイスクリームにも乳化剤を添加する場合がある。このアイスクリーム中の乳化剤の働きは通常期待される界面活性効果とは異なり、逆に凍結時に乳化を適度に破壊して乳脂肪の油滴を大きく成長させることにあるとされている。これによってアイスクリームの食感が水っぽくなくなる。グリセリン脂肪酸エステルやショ糖脂肪酸エステル、レシチンなどが使用される。
天然素材を求める時代の風潮から、これらの添加物も食物由来である場合が多くなった。
フレーバー
アイスクリームには乳の味に合うフレーバー（香料）が付与される。バニラ、チョコレート、ストロベリーの3種のフレーバーが主であったが、現在ではそのほかの果実や、抹茶、コーヒーなどの嗜好飲料のフレーバーを添加した製品も多くなっている。アイスミルクやラクトアイスでは乳の味を補うためにミルクフレーバーも用いられる。

## 製法

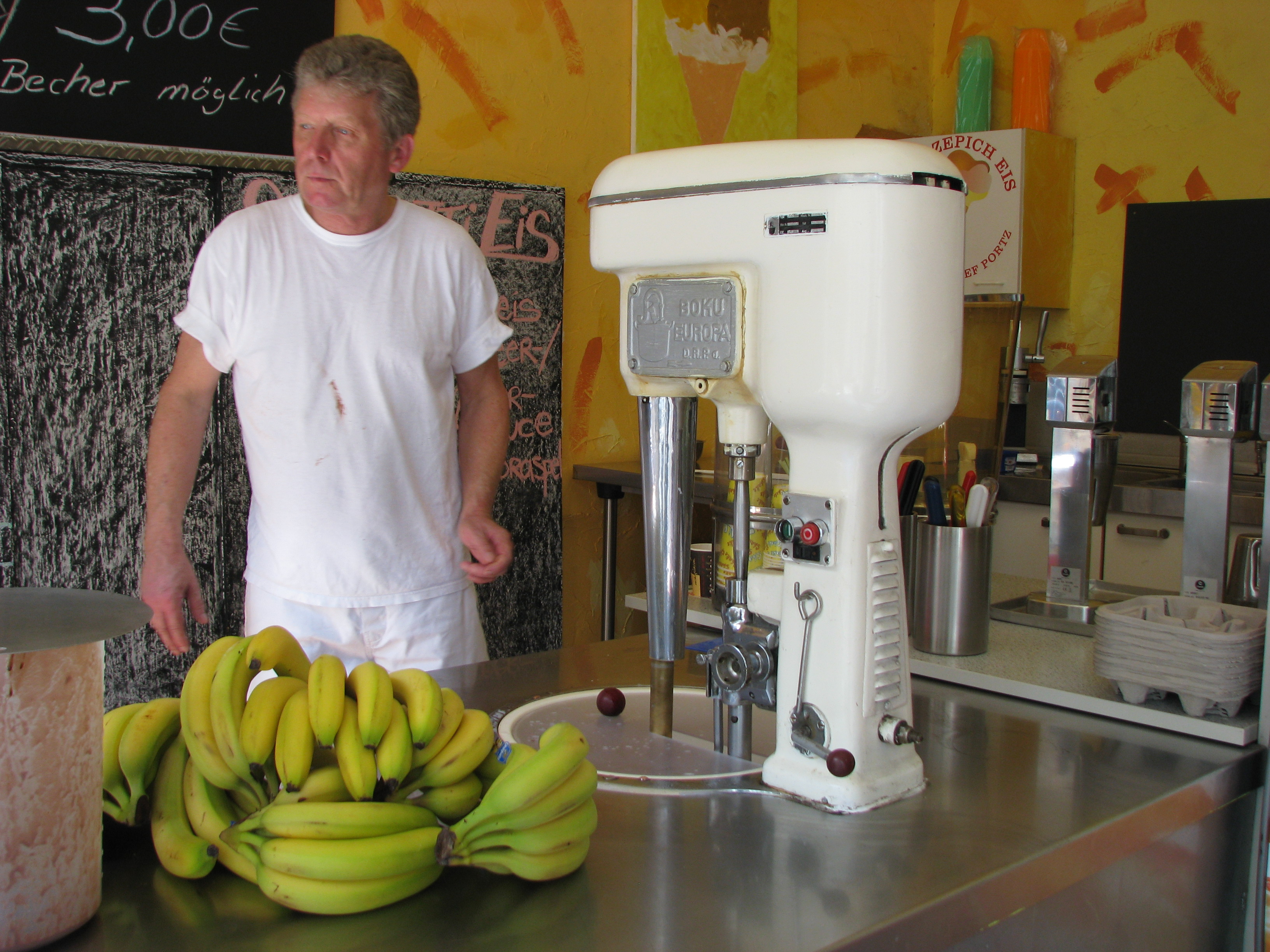
アイスクリームメーカー

アイスクリームの製造は原料の混合、乳化、殺菌、冷却、エージング、凍結、硬化からなる。
原料の混合
原料を混合し完全に溶解しアイスクリームミックスとする。60℃前後に加温して行なわれる。
乳化
アイスクリームミックス中の油滴を細かく粉砕して均一な状態にする。通常2回乳化は行なわれる。1回目の乳化は高圧で行ない、油滴の直径を2µm以下まで細かくする。この時点ではいくつかの油滴がくっつきあっている。2回目の乳化は低圧で行ない、この油滴をバラバラにして分散させる。
殺菌
アイスクリームミックス中の菌を殺菌するほか、乳原料中に含まれる酵素を失活させる働きもある。酵素の活性が残存していると油脂が分解されて臭いが出てくるためである。工業的にはタンクで行なうバッチ式の殺菌では冷却に時間がかかり品質の劣化が起こりやすいため、連続流通式の高温瞬間殺菌法が使用されている。
冷却・エージング
殺菌後ただちにアイスクリームミックスは冷蔵され、そのまましばらく貯蔵される。貯蔵中に乳化剤が油滴の表面に充分に吸着したり、油滴中の脂肪が固化したりする。これは凍結時の空気の保持などに影響する。
凍結
アイスクリームミックスと空気をフリーザーに導入し-2〜-9℃程度の温度まで急速に冷却し凍結させる。激しく撹拌しながら急速に凍結することによって空気がアイスクリーム中に気泡として取り込まれたまま凍結し、アイスクリーム特有の食感が得られる。この取り込まれた空気の体積のアイスクリームミックスの体積に対する比率をオーバーランという。適当なオーバーランはアイスクリームミックスの組成により変わるが、低過ぎると硬く冷た過ぎる食感となり、多過ぎるとパサパサした食感となる。凍結速度が速いほど、氷の結晶が細かくなり滑らかな食感のアイスクリームができる。この凍結でアイスクリーム中の水分の50-80%程度が凍結した状態になる。ソフトクリームはこの時点でアイスクリームを取り出し盛り付けたものである。
硬化
フリーザーから出てきたアイスクリームを容器に充填して、そのまま-20℃以下まで冷却して、残っている水分の大部分も凍結させる。これはフリーザーの凍結温度そのままでは氷の結晶の融解と成長によって徐々に氷の結晶が合体してザラザラした食感になったり、気泡が合体して不均一になったりしてしまうためである。
一連の工程を液体窒素を用いて短時間で調理する方法もある。

## 成分規格による分類
アイスクリームは成分規格により分類される。

### 日本
日本におけるアイスクリーム類と氷菓は「乳及び乳製品の成分規格等に関する省令」（乳等省令）及び「アイスクリーム類及び氷菓の表示に関する公正競争規約」 によって分類されている。なお、乳等省令において乳製品に分類されるのは、下記のアイスクリーム類である。
| 分類             | 分類           | 定義 | |
| ---------------- | -------------- | --- | --- |
| アイスクリーム類 | アイスクリーム | 重量百分率で乳固形分15.0%以上、うち乳脂肪分8.0%以上のもの                                                                                              | 濃縮乳を使用したり、生乳をベースに生クリームを混合させたり、「アイスクリーム」の分類に合わせるため乳脂肪を調節する場合もある。また、乳脂肪以外の食用油脂の添加はチョコレート・卵黄・フレーバー原料に含まれている分を除き認められない。 |
| アイスクリーム類 | アイスミルク   | 重量百分率で乳固形分10.0%以上、うち乳脂肪分3.0%以上のもの                                                                                              | 乳固形分・乳脂肪分の割合がアイスクリームの基準よりいずれも低く、また乳脂肪以外の食用油脂の添加が認められている（禁止されていない）。                                                                                                   |
| アイスクリーム類 | ラクトアイス   | 重量百分率で乳固形分3.0%以上のもの | ラクトとはラテン語で「乳」を意味する。乳固形分がアイスミルクよりさらに少なく、乳脂肪分は含まれていなくてもよい。安価な植物系油脂を混合して脂肪分を補っている製品が多く、カロリーがアイスクリームやアイスミルクより高い場合もある。     |
| 氷菓             | 氷菓           | 糖液若しくはこれに他食品を混和した液体を凍結したもの又は食用氷を粉砕し、これに糖液若しくは他食品を混和し再凍結したもので、凍結状のまま食用に供するもの | かき氷など。アイスクリーム類との区別は成分の比率によるため、シャーベット、アイスキャンディーなどで原材料として乳製品を使用していても、比率によっては氷菓に分類される。                                                                 |

いずれも食品衛生法に基づく規格に適合しなければならないとされている。
長年の研究から、アイスクリームの温度が氷点下25℃以下であれば、元の状態がほとんど変化しないことがわかっており、日本アイスクリーム協会では工場冷凍庫や営業冷凍庫において長期間アイスクリームを保管する場合は氷点下25℃以下、小売店に配送して家庭で保存するまでは最低限氷点下18℃以下で保管することを推奨している。氷点下18℃以下で保存されることが前提であり、適切な温度で保存されれば品質変化は極めてわずかだが、適切に温度管理されなければ変質し元に戻らないことから、保存期間よりも温度管理が重要である。そのため、日本では賞味期限、消費期限の表示義務はない。

### 米国
アメリカ食品医薬品局による規則ではアイスクリームは乳固形分20%以上、乳脂肪分10%以上を含むものとされている。乳脂肪6%以上、タンパク質2.7%以上のものはメロリン（Mellorine）と称される。以前はアイスクリームよりも乳固形分、乳脂肪分が少ない分類としてアイスミルクがあったが、現在は廃止されている。

## 商品形態による分類

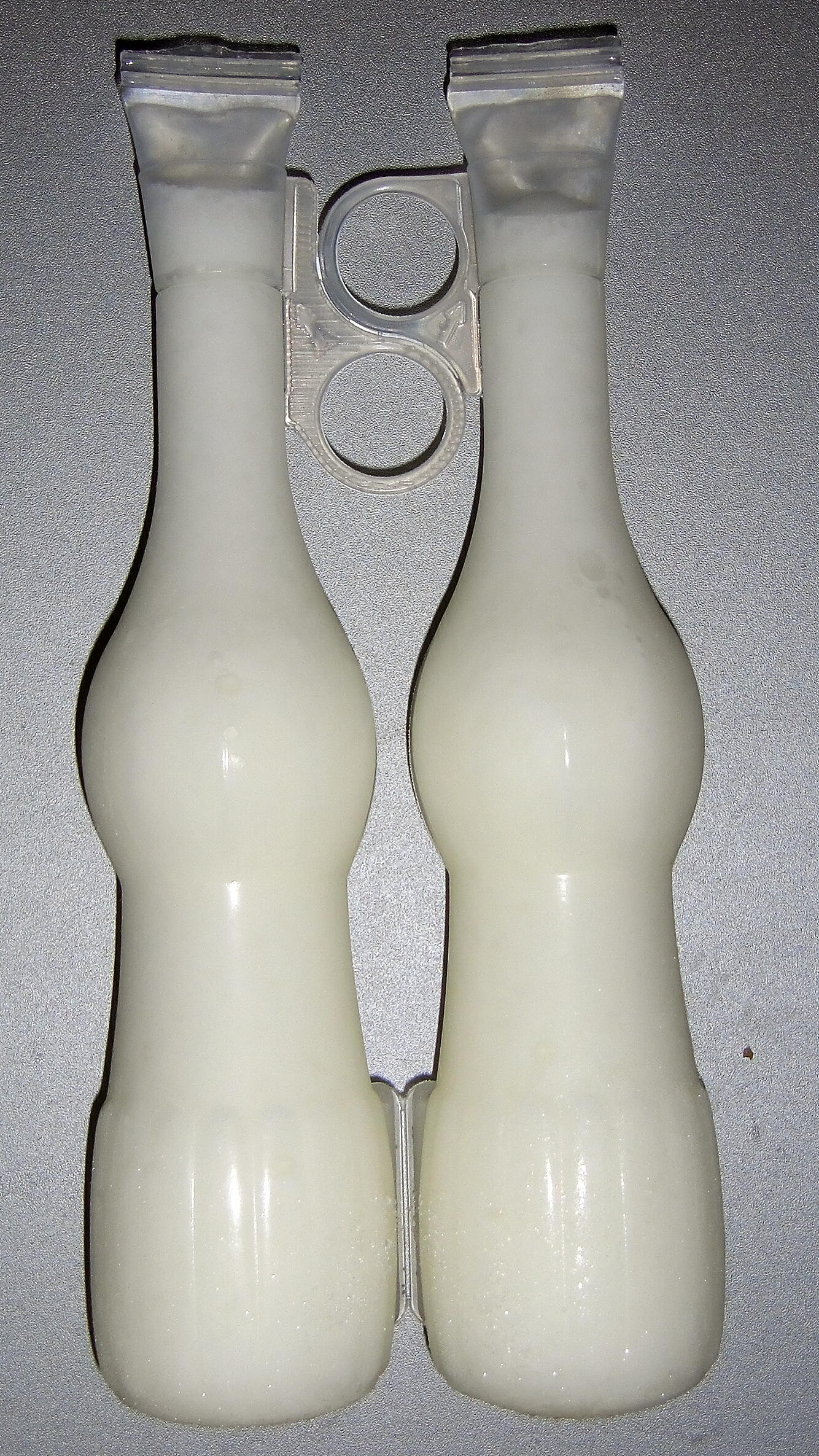
パピコ
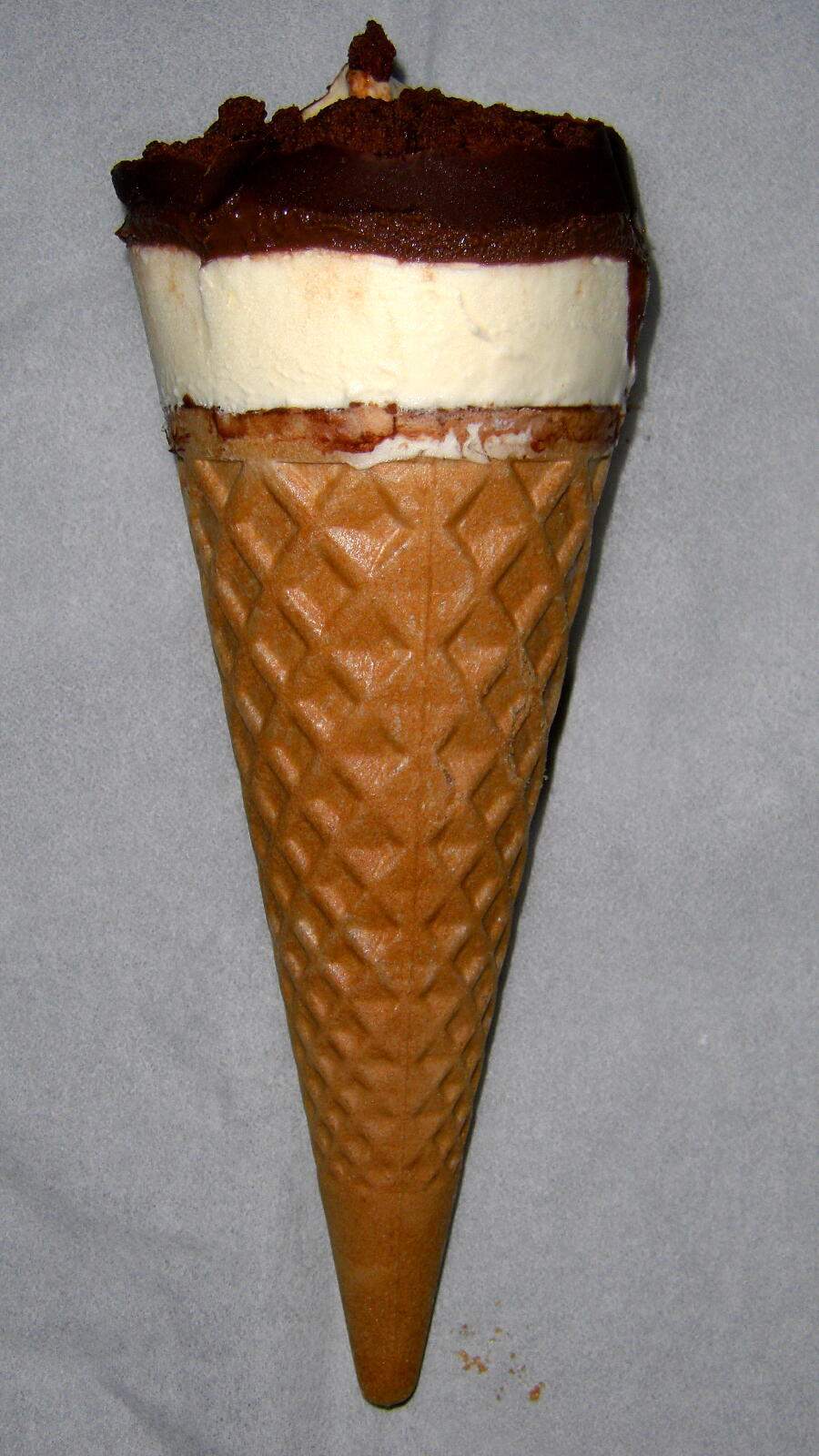
ジャイアントコーン
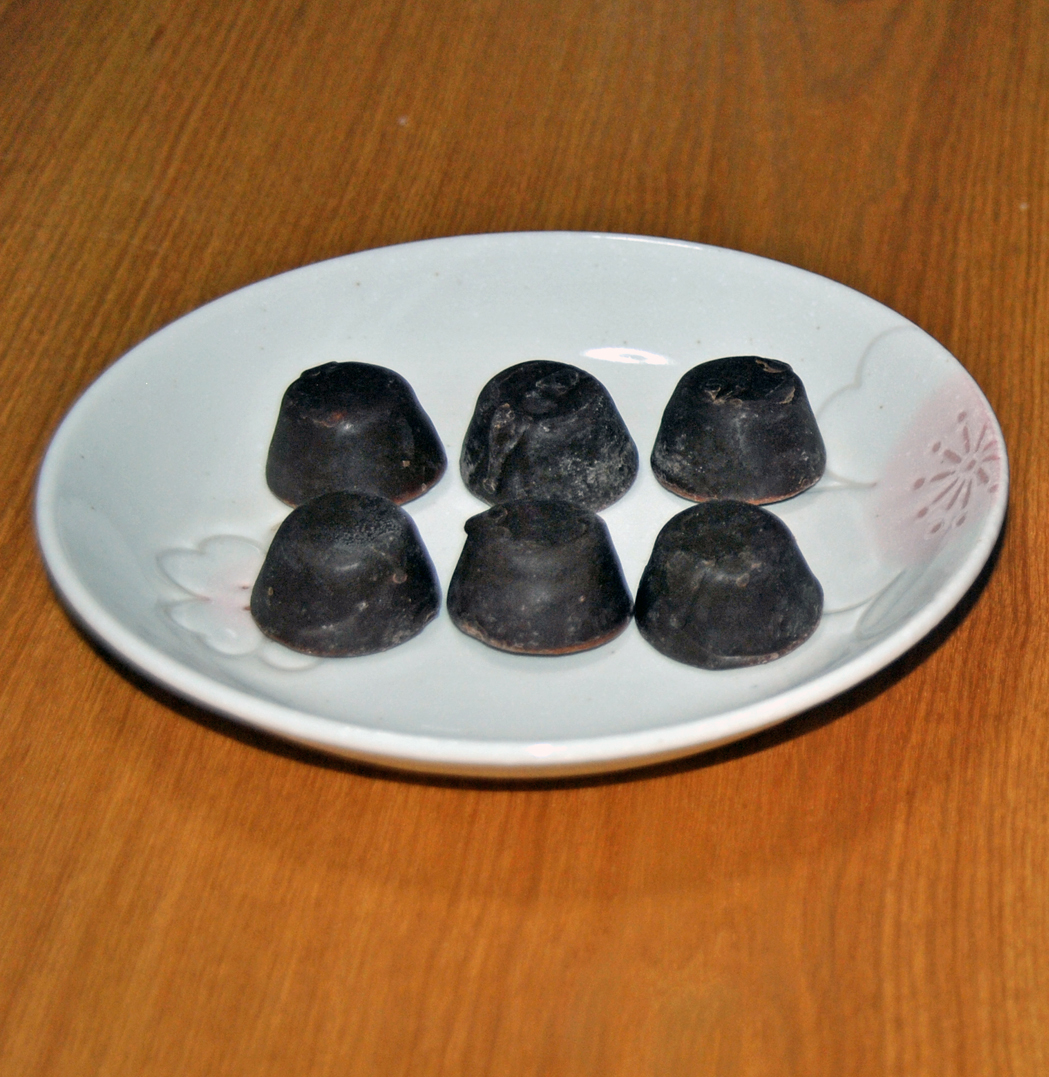
Pino

アイスクリームは商品形態により次のように分類される。
カップ
カップ入りのアイスクリームのカップは紙製と樹脂製に大別され、蓋やシールで密封されている。
スティック
スティックタイプのアイスクリームのスティックには木製や樹脂製のものがある。スティックタイプのアイスクリームの製法はモールドタイプとエクスツールドタイプに分けられる。
モナカ（アイスモナカ）
最中生地（モナカ皮）を可食容器として利用したもの。
アイスクリーム・コーン
食べられる円錐形の受け皿は、アイスクリームコーン（ice cream cone）あるいは単にコーンという。日本語ではカタカナ表記が同じなので勘違いされることが多いが、コーンという呼び名は形状から来ており、原料はトウモロコシ（コーン：corn）ではなく小麦粉である。現在では四角錐のような形状のもの、小型のタルト生地のような形状のものもあり、このような円錐形でないものも含めて小麦粉を焼いて作られる上部の開いた容器は一般にコーンと呼ばれている。ワッフル生地を硬く焼いたワッフルコーンもある。
コーンの発明者は不明である。これに関する最初の文献記述は、Mrs. A. B. Marshall's Cookery Book（1888年）である。Marshallはアイスクリーム製法に様々な工夫をした人物として知られ、彼女自身による発明の可能性もある。このカップは、1904年のセントルイス万国博覧会のアイスクリーム売りが使用し、一気に全世界に広まった。
アイスクリーム専門店などでは販売時にコーンを保管しておくためのコーンスタンドが用いられ、販売の際にはコーンの下端に円錐状の紙（スリーブ）が取り付けられることもある。さらに、ソフトクリームなどでは小麦粉の生地を焼いて作られたキャップがアクセントにのせられていることもある。
その他
- 一口タイプ[24] - 一口で食べることができるようチョコレートでコーティングしたものなど。
- サンドイッチタイプ[24]
- スティックレスバータイプ[24]
- デコレーションタイプ[24]
- ハンディ容器タイプ[24] - スパウト付パウチ容器などを利用したもの[24]

- パピコ
- ジャイアントコーン
- Pino

## 販売形態による分類
アイスクリームには次のような販売形態がある。

### シングルパック
1個単位で販売されるものをシングルパックという。コンビニエンスストアやスーパーマーケットなどでは、一食分に包装されたアイスクリームが販売されている。製品の形態としては、紙製あるいはプラスチック製のカップに入ったカップアイス、プラスチック容器に一食分ずつ密封包装されて皿に簡単に取り出せるようにしたポーションアイス、プラスチック容器（パウチ容器）入りアイスクリーム、木などの棒にアイスクリームがついたアイスバーなどの形態をとる。

### マルチパック
やや小さめのアイスクリームを詰め合わせたものをマルチパックという。個包装のアイスクリームを複数個ずつ箱詰めした形態で販売されている（マルチアイス、ファミリーパック、箱入りアイス）。

### ホームタイプ
大型容器あるいはケーキタイプのように皿に盛り付けたり切り分けたりするものをホームタイプという。
スーパーマーケットやコンビニエンスストアなどでは、丸型あるいは角型のプラスチック製あるいは紙製の大型容器に入ったアイスクリーム（バルクアイス）が販売されている。容量数リットルのアイスクリームが容器に充填されており、容器から取り分けて食べる。代表的なブランドに、ハーゲンダッツ、レディーボーデンなどがある。

### 業務用
レストラン、ファーストフード店、ホテル、喫茶店など向けに2～10リットル程度のアイスクリームを大型容器に充填したもの。

#### 外食産業
喫茶店などではバニラアイスクリームだけを置いてある場合もあるが、レストランによってはアイスクリームの盛り合わせやフルーツなど他の食品との組み合わせからなるデザートも提供される。これらの飲食店では何らかの皿や器にアイスクリームを盛って提供する点が共通している。

#### 専門店

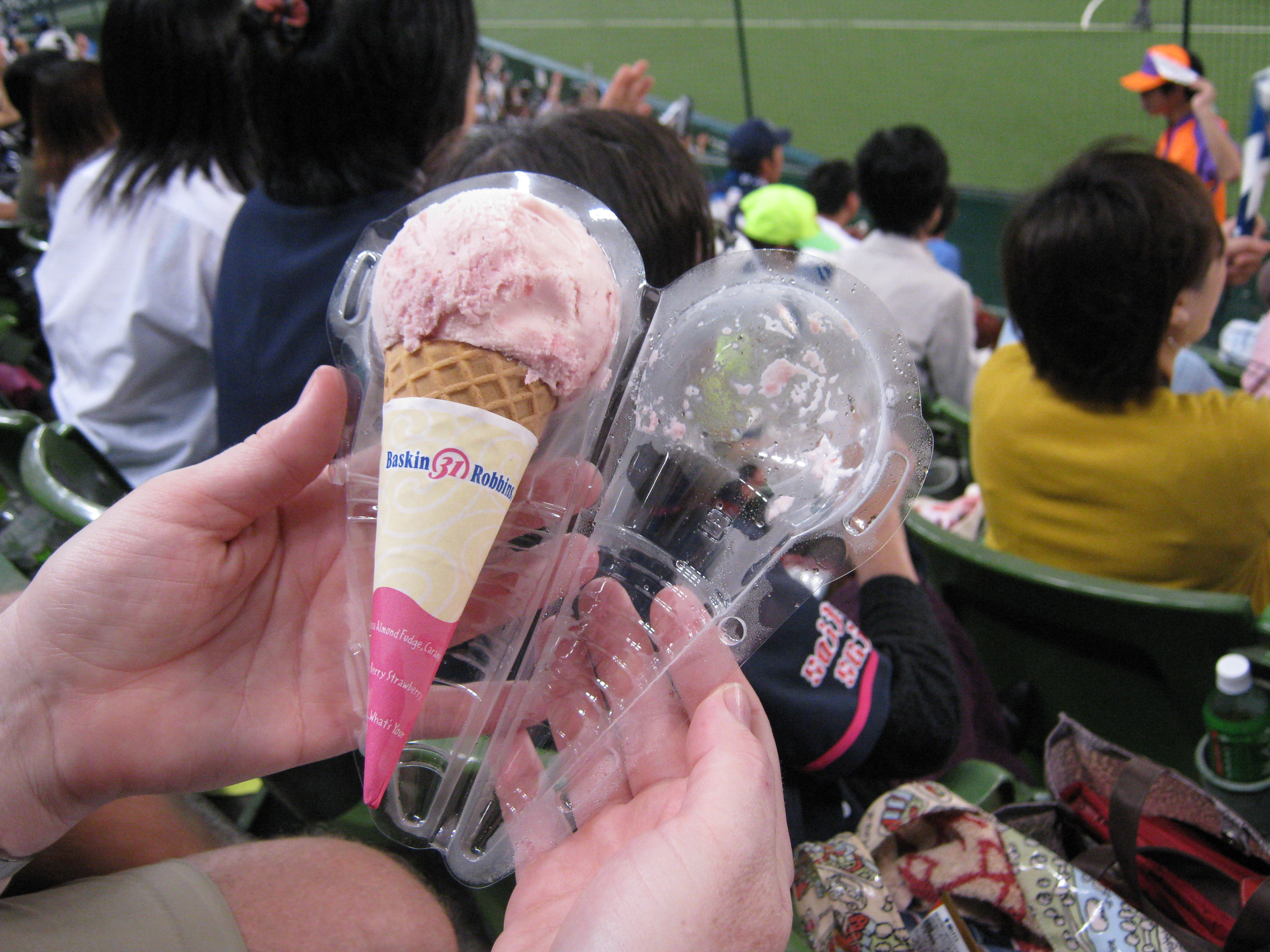
サーティワン（西武ドーム、2009年）

アイスクリームを専門に売る店舗があり、そうした店舗は全国的、国際的または広域的なチェーン店であることも多い。代表的なものにバスキン・ロビンス（日本でのブランドは「サーティワンアイスクリーム」）、ハーゲンダッツ、ホブソンズ、ブルーシールなどがある。これらの店舗では多種多様なフレーバーのアイスクリームを提供し、コーン、ワッフル、紙製のカップなどを用いる。これらのアイスクリームは、店内で食べるだけでなく持ち帰りも可能である。
以下は主なアイスクリームパーラー。
- ハーゲンダッツ
- バスキン・ロビンス（サーティワンアイスクリーム）
- デイリークイーン
- ベン&ジェリーズ
- ホブソンズ
- コールド・ストーン・クリーマリー
- グロム
- ピエールマルコリーニ
- アモリーノ
- レディーボーデン
- ブルーシールアイスクリーム（ビッグディップ）
- レインボーハット
- ロイヤルコペンハーゲンアイスクリーム
- 北極（アークティック）

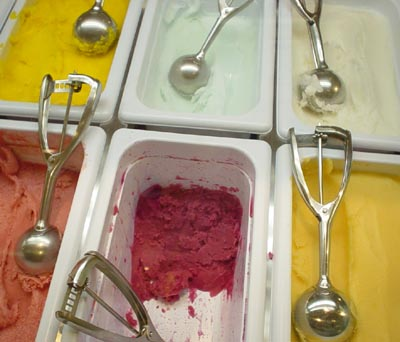
店頭に並ぶ様々なアイスクリーム
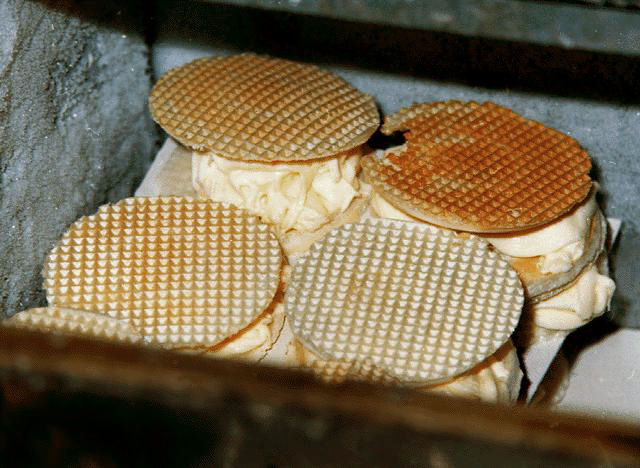
ペルシャのBastaniではウェハースでサンドする

### その他

#### 自動販売機
日本では江崎グリコが「セブンティーンアイス」ブランドで駅構内やゲームセンターなどに設置している。また森永製菓もショッピングセンターやサービスエリアに展開している。

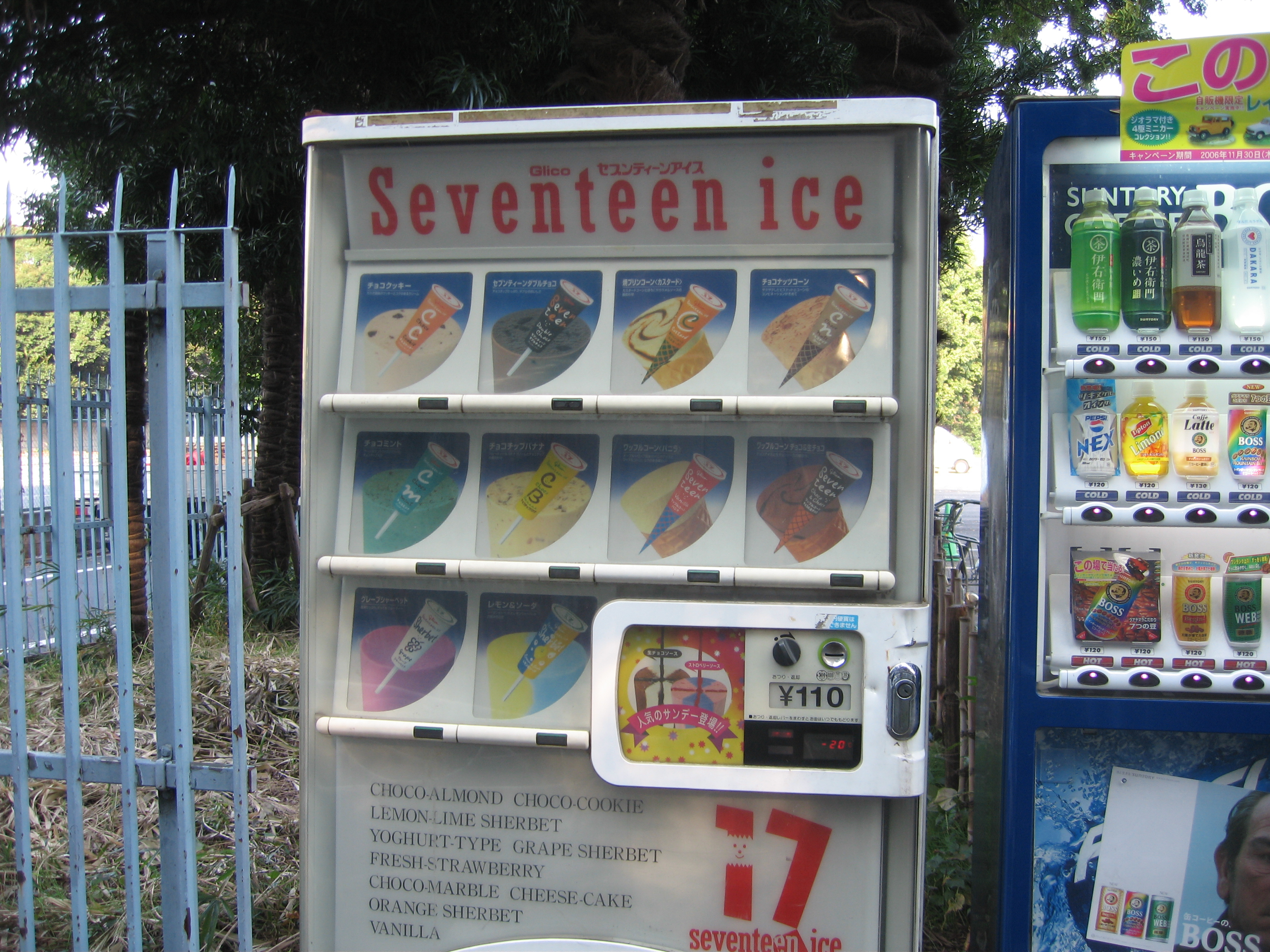
江崎グリコセブンティーンアイス

#### 屋外販売
屋台などの屋外販売の場合、一食分を取り分ける場合（アイスクリーム・シャーベット）、個別にパッケージされた場合（アイスキャンディー）、その場で一食分を作る場合（かき氷）、など複数の商品形態がある。一例として、秋田県名物のババヘラなどが挙げられる。

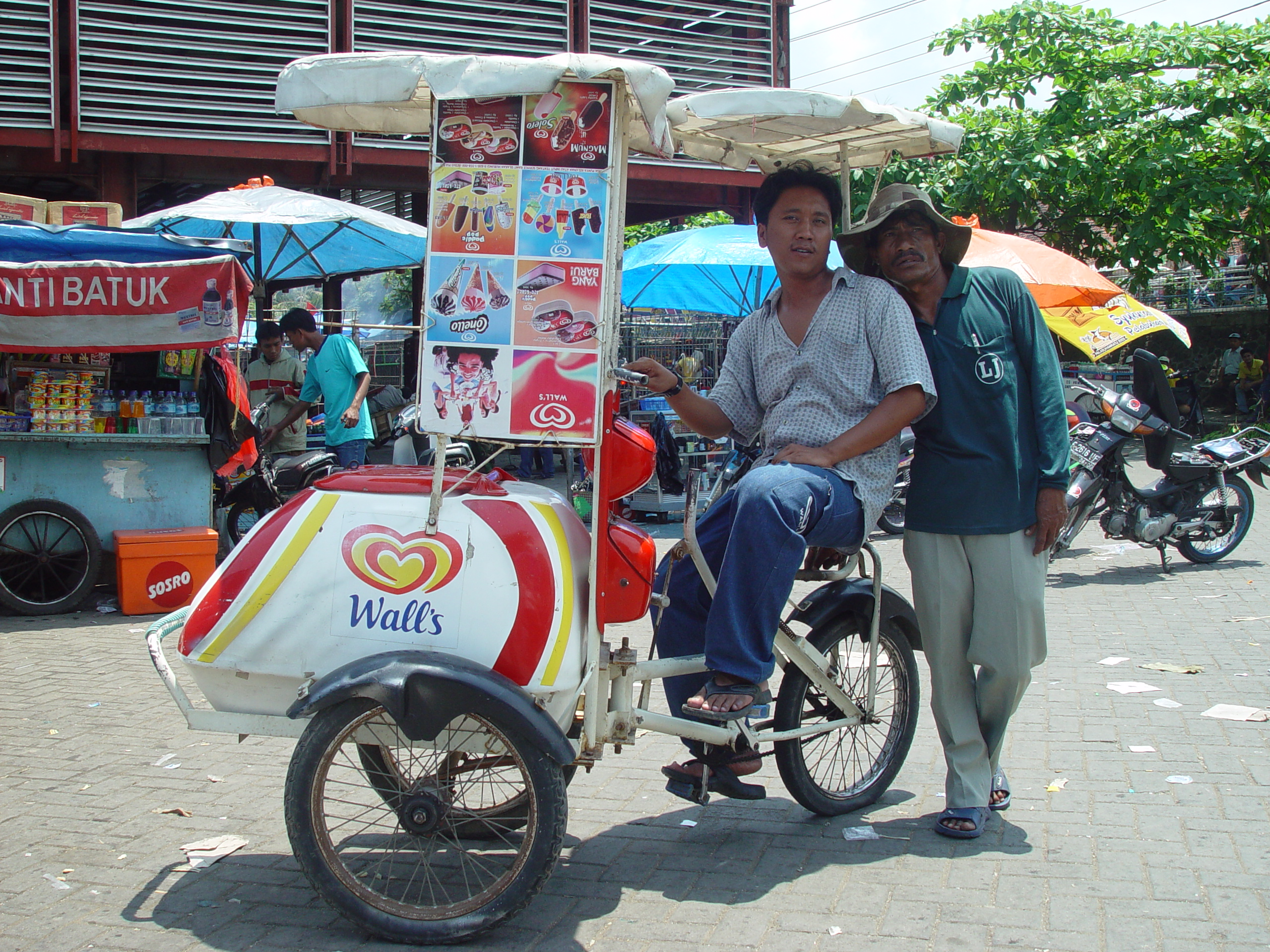
インドネシアのアイスクリーム販売自転車
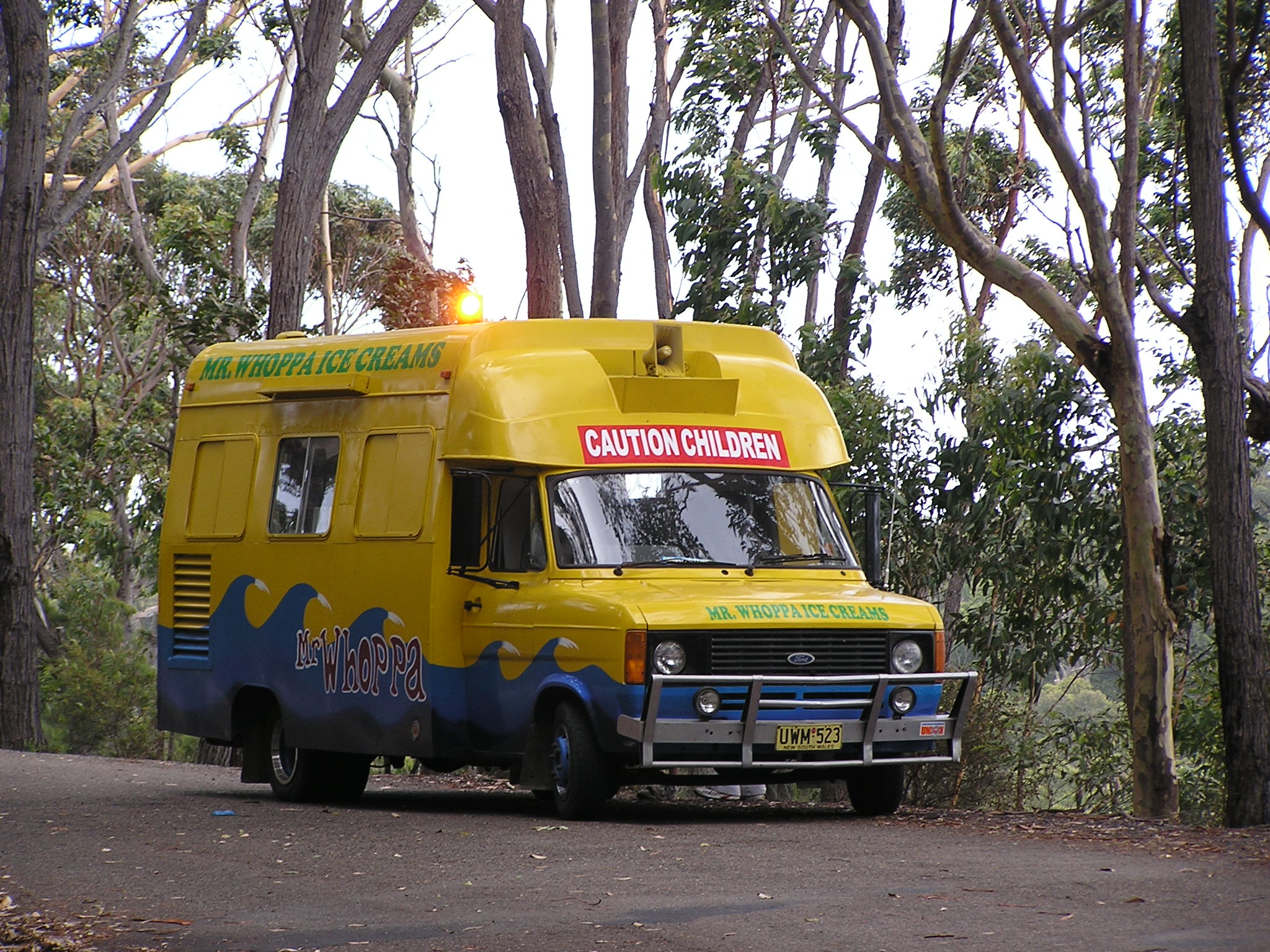
オーストラリアのアイスクリーム販売車
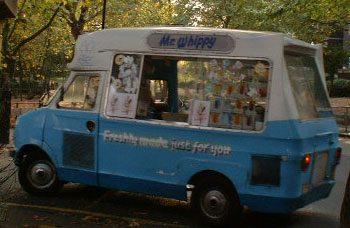
イギリスのアイスクリーム販売車
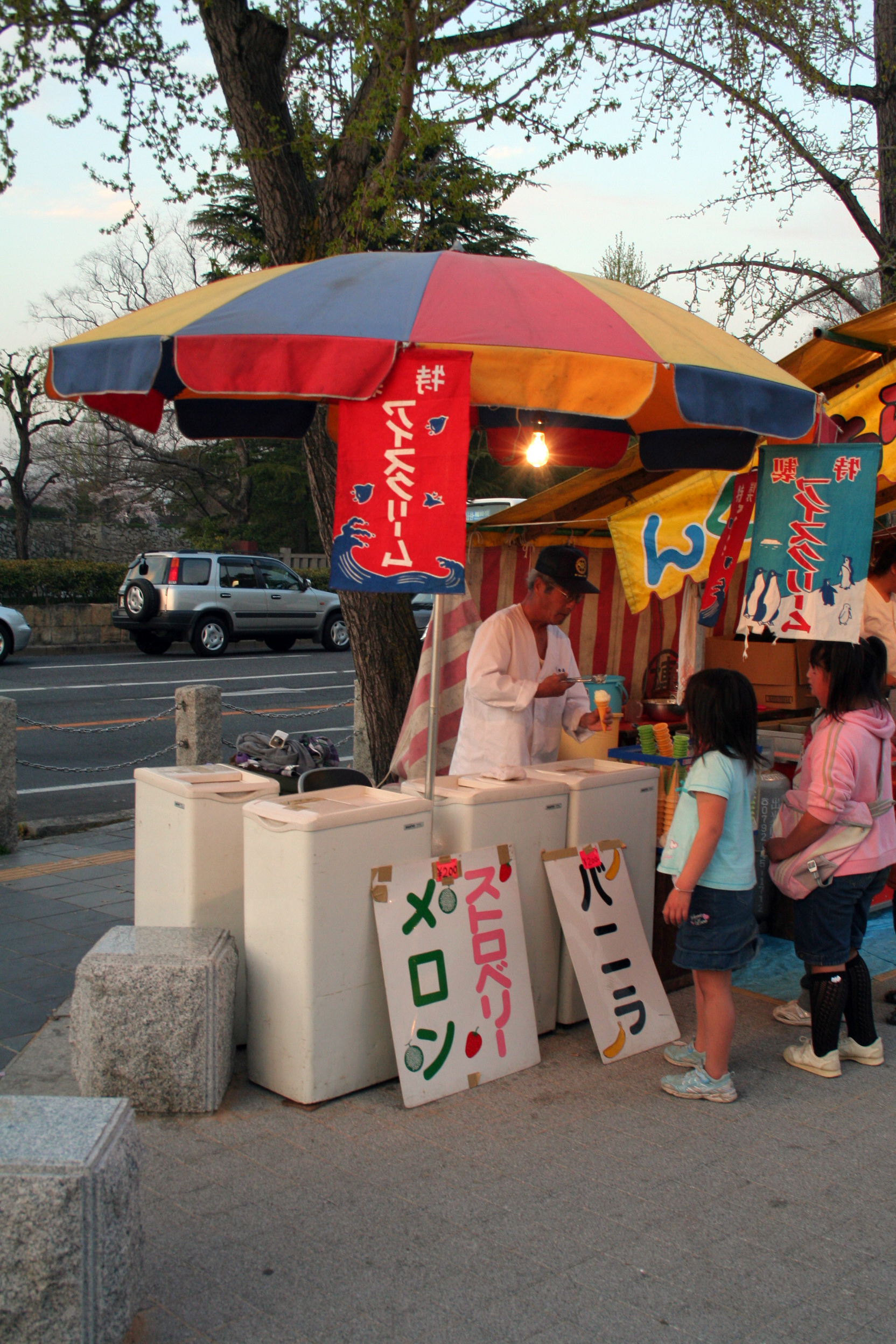
屋台

## アイスクリームの提供

### デコレーション
アイスクリームグラスなどでアイスクリームが供される場合には、デコレーションとして上にウエハース、硬く焼いたワッフル、シガーロール（円筒状の焼菓子）がのせられることもある。

### 関連用品
ディッシャー
アイスクリームをコーンや器に簡単にのせることができるようにした専用の道具。
アイスクリームグラス
食事などでデザートにアイスクリームを出す際に用いられる専用のグラス。
アイスクリームスプーン
アイスクリーム専用のスプーン。紙袋などに包装された使い捨ての木製・プラスチック製スプーンもある。また、通常のステンレススプーンよりも熱伝導が高いアルミニウム等の素材で作られている熱伝導アイスクリーム専用スプーンも販売されている。

## 関連する作品

### ノンフィクション作品
- ドキュメンタリー『アメリカ人は何を食べてきたか』シリーズ 第4回「アイスクリーム」（ヒストリーチャンネル）
- ドキュメンタリー『現代の驚異』シリーズ 第454回「アイスクリーム」（ヒストリーチャンネル）

### フィクション作品
- 映画『アイスクリーム殺人事件』（原作：ジョン・ファリス）
- 映画『ロイドの人気者』（原題：The Freshman、1925年（大正14年）） - サイレント喜劇映画俳優ハロルド・ロイド演じる田舎出身で世間知らずの青年が、学生として通う大学にて人気者になるため、当時まだまだ高級品であったアイスクリームを学内中の生徒に奢り、破産状態になる様を描いたコメディー映画。
- 映画『ザ・スタッフ』（原題The Stuff、監督：ラリー・コーエン、1985年） - 外宇宙から来た見た目も味覚もアイスクリームそっくりの流動状寄生生物が、巧みに誘引の上、成功させた口内摂取を通じ体を乗っ取った地球人を使い、全米規模アイスクリーム・チェーン店を偽装して侵略を進めていく異星人侵略物パニック映画。
- 歌『アイスクリームのうた』（作詞：さとうよしみ、作曲：服部公一、1960年（昭和35年））- ABCラジオ『ABC子どもの歌』で放送された童謡。1962年（昭和37年）にはNHK『みんなのうた』で放送された。
- 歌『Oh! Oh! Antonio』- アメリカの歌手であるフローリー・フォードの楽曲。歌詞に「Ice cream」という単語が出てくるため、アイスクリームトラックのBGMに使われることが多い。